# Michael Ballack
Michael Ballack, né le 26 septembre 1976 à Görlitz (alors en République démocratique allemande), est un footballeur allemand évoluant au poste de milieu de terrain.
Il fut l'un des meilleurs joueurs de sa génération élu à trois reprises footballeur allemand de l'année en 2002, 2003 et 2005 et nommé meilleur milieu de terrain de l'année par l'UEFA en 2002.
Il fut aussi l'un des grands joueurs de l'équipe nationale d'Allemagne avec laquelle il a participé à trois championnats d'Europe et deux Coupes du monde et dont il fut le capitaine de 2004 à 2010. 
Malgré des titres de champion d'Allemagne, il n'a jamais remporté de titre majeur que cela soit en sélection ou en club terminant souvent à la seconde place des grandes compétitions. Il a ainsi été finaliste de la Coupe du monde 2002, de l'Euro 2008, et des Ligues des champions 2002 et 2008.

## Biographie

### Enfance
Dès l'âge de sept ans, le jeune Michael Ballack rentre au F.C Karl-Marx-Stadt. 

#### Avec le Chemnitzer FC (1983-1997)
Né à Görlitz en RDA, Michael Ballack fait ses débuts à l'âge de sept ans au FC Karl-Marx Stadt (rebaptisé Chemnitzer FC en 1990), le club de la ville de Chemnitz où vivent ses parents. Dès son plus jeune âge, il montre une certaine capacité à pouvoir jouer avec autant de facilité avec les deux pieds. En 1995, après avoir fait ses classes dans le centre de formation du club, il signe son premier contrat professionnel avec le Chemnitzer FC qui évolue à l'époque en 2. Bundesliga. C'est à cette époque, en raison de sa façon de jouer la tête levée, qu'il gagne le surnom de der kleine Kaiser ("le petit empereur") en référence au "kaiser" Franz Beckenbauer.
Lors de sa première saison, il dispute 15 matchs mais son club est relégué en troisième division. La saison suivante, il s'installe comme titulaire, ne manque pas un seul match et inscrit 10 buts. Cela ne suffira pas au Chemnitzer FC pour être promu.

#### Avec le1. FC Kaiserslautern(1997-1999)
À la fin de la saison 1996/1997, Michael Ballack signe au 1. FC Kaiserslautern qui vient tout juste d'être promu en Bundesliga. S'il n'est pas un titulaire indiscutable, il remporte néanmoins son premier titre de champion d'Allemagne lors de sa première saison dans l'élite. C'est la première fois dans l'histoire de la Bundesliga qu'un club promu remporte le championnat dès son retour dans l'élite. La saison suivante est moins brillante pour le club qui ne doit se contenter que d'une quatrième place. En revanche, Michael Ballack s'est lui imposé comme titulaire au sein de l'équipe.

#### Avec le Bayer Leverkusen (1999-2002)
Durant l'été 1999, le Bayer Leverkusen débourse  3,6 millions d’euros pour ses services. Sous la direction de l'entraîneur Christoph Daum, il évolue au milieu de terrain, et parfois en soutien des attaquants où il brille notamment grâce à son jeu de tête. Lors de la dernière journée du championnat 1999-2000, le Bayer est encore en course pour le titre mais est défait 2-0 à Unterhaching et termine à la seconde place. Ballack marque un but contre son camp qui précipite la défaite de son équipe. Son caractère réservé ne prête pas au rôle de leader que son entraîneur Christoph Daum aimerait le voir tenir, ses progrès lui permettent néanmoins d'effectuer ses débuts avec l'équipe d'Allemagne en avril 1999. Il est ensuite retenu par le sélectionneur Erich Ribbeck pour disputer l'Euro 2000.
En 2001-2002, le Bayer dirigé par Klaus Toppmöller passe près d'un triplé historique mais ne remporte finalement aucun trophée. Le club est défait par le Real Madrid en finale de la Ligue des champions, par Schalke 04 en finale de Coupe d’Allemagne, et perd une nouvelle fois le titre lors des dernières rencontres de la Bundesliga. La saison est néanmoins positive pour Michael Ballack. Libéré en partie de ses taches défensives par Toppmöller, il marque 17 buts en 29 matches de championnat, et 6 en Ligue des champions. Grâce à ses performances en club et en sélection nationale, il est désigné joueur de l'année par le magazine américain Soccer Digest et meilleur joueur allemand de l'année par un jury de journalistes sportifs interrogés par le magazine Kicker.

#### Avec le Bayern Munich (2002-2006)

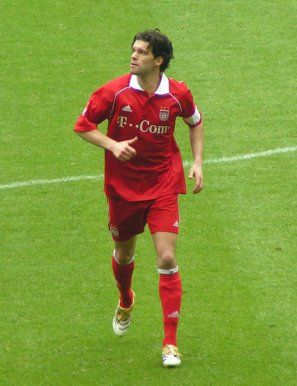
Ballack évoluant avec le Bayern Munich en 2006.

Revenu de la coupe du monde 2002, où l'équipe allemande a atteint la finale, Michael Ballack s’engage avec le Bayern Munich, qui débourse 6,3 millions d’euros pour conclure le transfert. Moins expansif que ses prédécesseurs, notamment Stefan Effenberg et Lothar Matthäus, il remporte néanmoins trois doublés coupe-championnat en 2003, 2005 et 2006 avec le club bavarois. Le Bayern ne décroche aucun trophée lors de la saison 2003-2004, et ne s'impose pas sur la scène européenne. À titre personnel, Michael Ballack est de nouveau nommé joueur de l'année par Kicker, en 2003 et 2005. Il continue de marquer régulièrement en Bundesliga, notamment en 2005-2006 où il inscrit 14 buts en 26 matches.

#### Avec Chelsea (2006-2010)
Durant l'hiver 2005, Michael Ballack refuse de prolonger son contrat avec le Bayern. La presse spécule sur un éventuel transfert à Manchester United ou au Real Madrid, mais l'été suivant il s'engage pour quatre ans avec le club londonien de Chelsea. Il déménage alors avec sa femme et ses 3 enfants pour Londres. Son contrat fait alors de lui le joueur de football allemand le mieux payé de l'histoire. Ballack éprouve pourtant des difficultés à s'adapter, au cours de sa première saison dans le championnat anglais. Peu souvent titularisé par l'entraîneur José Mourinho, qui dispose de nombreuses options en milieu de terrain, il est opéré à la fin de la saison 2006/2007, à la suite d'une blessure à la cheville gauche.
Éloigné des terrains près de huit mois, il retourne à la compétition en décembre 2007. À son retour, José Mourinho a été remplacé par Avram Grant, qui connaît l'Allemand depuis longtemps. Ballack retrouve une place de titulaire et s'impose sur le terrain en inscrivant des buts décisifs. En l'absence de Michael Essien, parti disputer la coupe d'Afrique des nations, et de Frank Lampard, blessé, Michael Ballack effectue de l'avis de la presse ses meilleurs matchs sous les couleurs de Chelsea notamment en inscrivant un doublé contre Manchester united lors d'un match ou les blues s'imposent sur le score de 2 buts a 1.
La saison suivante sera nettement plus moyenne. Le nouvel entraîneur de Chelsea Scolari change de système en surchargeant le milieu de terrain. Dans ce système, l'Allemand a un rôle plus défensif et se met beaucoup moins en valeur offensivement. Il ne marque d'ailleurs qu'un seul but en championnat.  Avec l'arrivée de Guus Hiddink en février, les Blues reprennent leur classique 4-3-3, ce qui permet à Ballack de réaliser quelques bonnes performances en Ligue des champions et au club de se hisser en demi-finale de la compétition. Opposé au FC Barcelone, Chelsea est l'un des rares clubs à faire douter et à tenir en échec le futur vainqueur européen. Au cours de deux matchs houleux et très engagés, Ballack se distingue surtout par sa gesticulation autour de l'arbitre après une main de Samuel Eto'o non sifflée, sur sa reprise de volée lors du match retour. Parodié sur le net, son geste ne lui vaudra finalement qu'un carton jaune, contrairement à son coéquipier Drogba qui écope d'une suspension pour son comportement. Ballack remporte néanmoins son premier titre avec les Blues : la Cup. En fin de contrat, il prolonge alors d'un an.
Blessé lors de la préparation de la saison 2009-10, il revient tout juste pour le Community Shield contre Manchester United dans lequel il essuiera des critiques à cause d'un geste polémique. Entré en cours de jeu, il tacle sèchement le Français Patrice Évra qui s'écroule et reste au sol. Sur l'action, un but est marqué. Les joueurs mancuniens se plaindront du manque de fair-play des Blues.
Pour cette nouvelle saison, le nouvel entraîneur Carlo Ancelotti change à nouveau le système en 4-3-1-2 avec un milieu en losange et l'Allemand se retrouve sur un côté droit dans une position inhabituelle. Cela ne l'empêche pas d'être efficace devant le but puisqu'il inscrit 3 buts en 6 journées. La suite de sa saison sera nettement moins prolifique, dans l'ombre de Lampard, bien qu'il parvienne parfois à briller avec des passes décisives comme contre Sunderland en janvier ou Wolverhampton en février. Il se blesse ensuite en mars après la défaite contre l'Inter en Ligue des champions et ne retrouvera sa place qu'en avril. En fin de saison, il se voit contraint de jouer milieu défensif avec la blessure de Mikel (s'ajoutant à celle d'Essien), Malouda prenant sa place en milieu et Kalou prenant celle de Malouda, dans un jeu de chaises musicales. Il remporte son premier titre de champion d'Angleterre lors de la dernière journée après le carton 8-0 face à Wigan.

#### Avec le Bayer Leverkusen (2010-2012)
En fin de contrat en juin 2010, celui-ci n'est pas renouvelé, à cause des exigences salariales du joueur que le club ne veut pas honorer. Michael signe alors au Bayer Leverkusen, club où il évolua autrefois et dont il garde d'excellents souvenirs. Malheureusement, il se blesse rapidement et doit se tenir éloigné des terrains.
En juillet 2012, son contrat au Bayer Leverkusen prendra fin et ne sera pas renouvelé. Il est de ce fait annoncé en MLS (Major Ligue Soccer) et plus précisément au Chicago Fire.
Le 2 octobre 2012, Ballack met un terme à sa carrière de footballeur professionnel à l'âge de 36 ans.

### Carrière internationale (1999-2010)
Michael Ballack obtient sa première sélection en équipe d'Allemagne le 28 avril 1999, lors d'un match amical face à l'Écosse remporté sur le score de 1-0 par les Britanniques. Depuis, il a porté 98 fois le maillot de la « Mannschaft » et a inscrit 42 buts.
Il est peu utilisé lors de l'Euro 2000, mais devient progressivement l'un des joueurs les plus importants de la sélection. Il contribue à la qualification de l'Allemagne pour la Coupe du monde 2002 en inscrivant des buts décisifs lors des matchs de barrage disputés en novembre 2001 face à l'Ukraine (1-1,4-1). Lors de ce tournoi il est le principal artisan de l'accession en finale d'une équipe jugée moyenne par la presse. Ballack débloque son compteur lors de la victoire écrasante face à l'Arabie saoudite 8-0. Il permet ensuite à l'Allemagne de se qualifier en inscrivant le but de la victoire (1-0) en quarts de finale face aux États-Unis, puis (1-0) en demi-finale face à la Corée du Sud. Suspendu après avoir reçu deux cartons jaunes, il ne peut prendre part à la septième finale de coupe du monde disputée par l'équipe d'Allemagne, qui s'incline finalement face au Brésil (0-2).
Lors de l'Euro 2004, la Mannschaft est éliminée dès le premier tour, après deux matchs nuls face aux Pays-Bas (1-1) et à la Lettonie (0-0) et une défaite face à la Tchéquie (1-2). Lors de ces trois rencontres, la sélection allemande n'inscrit que deux buts, dont une réalisation de Michael Ballack face à l'équipe tchèque. Il est nommé « homme du match » lors des deux premières rencontres et est le seul joueur allemand retenu dans l'« équipe type » désignée par le groupe technique de l'UEFA. Après le championnat d'Europe, Ballack est nommé capitaine de l'équipe nationale par le nouveau sélectionneur, Jürgen Klinsmann.
Replacé à sa demande dans un rôle plus défensif afin d'améliorer l'assise de l'équipe, Ballack ne marque pas durant la Coupe du monde 2006, organisée en Allemagne, mais reste malgré tout un élément clé de la sélection. Après avoir remporté ses cinq premiers matchs, l'Allemagne est éliminée (0-2) en demi-finale par l'équipe d'Italie. La Mannschaft termine le tournoi à la troisième place après une victoire (3-1) sur le Portugal lors du match de classement.
Après une absence de onze mois due à une blessure à la cheville ayant nécessité deux opérations, Ballack retrouve l'équipe d'Allemagne lors du match amical disputé en février 2008 face à l'Autriche. Il fait partie des vingt joueurs sélectionnés par Joachim Löw en vue de l'Euro 2008,. L'Allemagne s'inclinera en finale de l'Euro 2008 face à l'Espagne (0-1) sur un but de Fernando Torres. Sa performance lors de ce tournoi sera assez contrastée : s'il se révèle décisif en inscrivant un but contre l'Autriche (1-0) et contre le Portugal (3-2), il ne réussit pas à influer sur le jeu de son équipe notamment en finale. Blessé au mollet droit et déclaré un premier temps forfait pour le dernier match de la Mannschaft face à l'Espagne, il n'arrivera pas à influer sur le cours du match et commettra de nombreuses fautes, qui lui vaudront d'être averti.
Blessé lors du dernier match officiel de Chelsea, à la suite d'un violent tacle du Ghanéen Kevin-Prince Boateng, il se doit de déclarer forfait pour la Coupe du monde 2010. Toujours blessé, il ne peut prendre part aux matchs qualificatifs pour l'Euro 2012, et bien que Joachim Löw affirme qu'il compte toujours sur lui, on imagine mal le sélectionneur chambouler un milieu de terrain bien rodé depuis le Mondial 2010.
Le 16 juin 2011, on apprend de la Fédération allemande de football (DFB) qu'il tourne définitivement la page de la sélection allemande à la suite d'un entretien avec son sélectionneur Joachim Löw. Michael Ballack aura porté le maillot de la National Mannschaft à 98 reprises.
Le 5 juin 2013, Ballack a fêté son jubilé au Zentralstadion de Leipzig avec de nombreuses stars internationales comme Didier Drogba, José Mourinho, Joachim Löw, Jens Lehmann, André Schürrle, Andriy Chevtchenko, Christian Wörns, Lothar Matthäus, Miroslav Klose, Per Mertesacker, Carsten Jancker, Torsten Frings, etc. .  Au cours de ce match de gala gagné (4-3) par son équipe d'amis face à une sélection mondiale et avec son habituel numéro 13, il a marqué trois des quatre buts de son équipe.

## Profil du joueur
Formé à l'origine comme libéro, Michael Ballack s'est imposé assez rapidement comme milieu de terrain dans le football professionnel. Ni réellement meneur de jeu, ni réellement milieu récupérateur, il évolue en général dans un registre composite où il est souvent appelé à défendre et à organiser le jeu. Les rôles qui lui sont assignés dépendent souvent des équipes dans lesquelles il évolue. Ainsi, il a joué jusqu'en 2006 à un poste plus avancé et plus offensif en sélection. Par la suite, au Bayer Leverkusen, il évolua à un poste plus reculé, en tant que sentinelle devant la défense.
Ballack est particulièrement réputé pour son énorme volume de jeu, la qualité de son jeu de passe et sa faculté à marquer des buts. Il est l'un des milieux de terrain les plus prolifiques en matière de buts et surclasse même certains attaquants dans cet exercice. Si sa frappe de balle précise et puissante est en partie à l'origine de son efficacité offensive, c'est surtout son jeu de tête qui le rend si prolifique. Il est connu également pour sa puissance physique, son équilibre et son mental.

## Vie personnelle
Son père est amateur de football, il a évolué en 3e division est-allemande. Sa mère Jeanine a quant à elle pratiqué la natation. Contrairement aux époux David et Victoria Beckham, par exemple, le couple est rarement vu dans les évènements mondains, et leur vie familiale n'est pas exposée dans la presse. Michael a néanmoins atteint une grande popularité en Allemagne, et signé de nombreux contrats publicitaires. Une biographie de Michael Ballack, signée par deux journalistes du magazine hebdomadaire Stern, paraît en 2006 peu avant l'ouverture de la coupe du monde. En 2008, Euan Reedie (journaliste sportif britannique) sort lui aussi une biographie de Michael Ballack.
Il a été marié de 2008 à 2012 à Simone Lambe. Ensemble, ils ont eu trois fils : Louis Ballack (né le 16 août 2001), Emilio Ballack (né le 19 septembre 2002, décédé le 5 août 2021), et Jordi Ballack (né le 17 mars 2005).

## Statistiques
Ce tableau résume les statistiques de Michael Ballack durant toute sa carrière.
| Saison                | Club                  | Championnat           | Championnat | Championnat | Championnat | Coupe nationale | Coupe nationale | Coupe nationale | Coupe de la Ligue | Coupe de la Ligue | Coupe de la Ligue | Compétition(s) continentale(s) | Compétition(s) continentale(s) | Compétition(s) continentale(s) | Compétition(s) continentale(s) | Autres compétitions | Autres compétitions | Autres compétitions | Allemagne | Allemagne | Allemagne | Total | Total | Total |
| Saison                | Club                  | Division              | M.          | B.          | P.d.        | M.              | B.              | P.d.            | M.                | B.                | P.d.              | Comp.                          | M.                             | B.                             | P.d.                           | M.                  | B.                  | P.d.                | M.        | B.        | P.d.      | M.    | B.    | P.d.  |
| 1995-1996             | Chemnitzer FC         | 2.Bundesliga          | 15          | 0           | 0           | -               | -               | -               | -                 | -                 | -                 | -                              | -                              | -                              | -                              | -                   | -                   | -                   | -         | -         | -         | 15    | 0     | 0     |
| 1996-1997             | Chemnitzer FC         | 2.Bundesliga          | 34          | 10          | 0           | -               | -               | -               | -                 | -                 | -                 | -                              | -                              | -                              | -                              | -                   | -                   | -                   | -         | -         | -         | 34    | 10    | 0     |
| Sous-total            | Sous-total            | Sous-total            | 49          | 10          | 0           | -               | -               | -               | -                 | -                 | -                 | -                              | -                              | -                              | -                              | -                   | -                   | -                   | -         | -         | -         | 49    | 10    | 0     |
| 1997-1998             | FC Kaiserslautern     | Bundesliga            | 16          | 0           | 0           | 2               | 0               | 0               | -                 | -                 | -                 | -                              | -                              | -                              | -                              | -                   | -                   | -                   | -         | -         | -         | 18    | 0     | 0     |
| 1998-1999             | FC Kaiserslautern     | Bundesliga            | 30          | 4           | 1           | 2               | 0               | 0               | 1                 | 0                 | 0                 | C1                             | 6                              | 0                              | 0                              | -                   | -                   | -                   | 1         | 0         | 0         | 40    | 4     | 1     |
| Sous-total            | Sous-total            | Sous-total            | 46          | 4           | 1           | 4               | 0               | 0               | 1                 | 0                 | 0                 | -                              | 6                              | 0                              | 0                              | -                   | -                   | -                   | 1         | 0         | 0         | 58    | 4     | 1     |
| 1999-2000             | Bayer Leverkusen      | Bundesliga            | 23          | 3           | 2           | -               | -               | -               | -                 | -                 | -                 | C3                             | 2                              | 2                              | 0                              | -                   | -                   | -                   | 8         | 0         | 0         | 33    | 5     | 2     |
| 2000-2001             | Bayer Leverkusen      | Bundesliga            | 27          | 7           | 3           | 2               | 0               | 2               | 1                 | 0                 | 0                 | C1                             | 5                              | 2                              | 1                              | -                   | -                   | -                   | 8         | 3         | 1         | 43    | 12    | 7     |
| 2001-2002             | Bayer Leverkusen      | Bundesliga            | 29          | 17          | 5           | 4               | 0               | 1               | 1                 | 0                 | 0                 | C1                             | 15                             | 6                              | 3                              | -                   | -                   | -                   | 11        | 6         | 4         | 60    | 29    | 13    |
| Sous-total            | Sous-total            | Sous-total            | 79          | 27          | 10          | 6               | 0               | 3               | 2                 | 0                 | 0                 | -                              | 22                             | 10                             | 4                              | -                   | -                   | -                   | 27        | 9         | 5         | 136   | 46    | 22    |
| 2002-2003             | Bayern Munich         | Bundesliga            | 26          | 10          | 6           | 5               | 4               | 4               | -                 | -                 | -                 | C1                             | 7                              | 1                              | 0                              | -                   | -                   | -                   | 5         | 3         | 0         | 43    | 18    | 10    |
| 2003-2004             | Bayern Munich         | Bundesliga            | 28          | 7           | 12          | 3               | 2               | 0               | 1                 | 2                 | 0                 | C1                             | 8                              | 0                              | 1                              | -                   | -                   | -                   | 11        | 8         | 0         | 51    | 19    | 13    |
| 2004-2005             | Bayern Munich         | Bundesliga            | 27          | 13          | 6           | 4               | 3               | 1               | 2                 | 2                 | 0                 | C1                             | 9                              | 2                              | 3                              | -                   | -                   | -                   | 13        | 8         | 0         | 55    | 28    | 10    |
| 2005-2006             | Bayern Munich         | Bundesliga            | 26          | 14          | 4           | 5               | 1               | 1               | -                 | -                 | -                 | C1                             | 6                              | 1                              | 0                              | -                   | -                   | -                   | 13        | 3         | 1         | 50    | 19    | 6     |
| Sous-total            | Sous-total            | Sous-total            | 107         | 44          | 28          | 17              | 10              | 6               | 3                 | 4                 | 0                 | -                              | 30                             | 4                              | 4                              | -                   | -                   | -                   | 42        | 22        | 1         | 199   | 84    | 39    |
| 2006-2007             | Chelsea FC            | Premier League        | 26          | 4           | 2           | 3               | 1               | 2               | 6                 | 0                 | 3                 | C1                             | 10                             | 2                              | 0                              | 1                   | 0                   | 0                   | 7         | 4         | 1         | 53    | 11    | 8     |
| 2007-2008             | Chelsea FC            | Premier League        | 18          | 7           | 1           | 2               | 0               | 0               | 3                 | 0                 | 0                 | C1                             | 7                              | 2                              | 0                              | -                   | -                   | -                   | 10        | 3         | 4         | 40    | 12    | 5     |
| 2008-2009             | Chelsea FC            | Premier League        | 29          | 1           | 4           | 6               | 3               | 0               | 1                 | 0                 | 0                 | C1                             | 10                             | 0                              | 0                              | -                   | -                   | -                   | 5         | 3         | 0         | 51    | 7     | 4     |
| 2009-2010             | Chelsea FC            | Premier League        | 32          | 4           | 5           | 4               | 1               | 1               | 2                 | 0                 | 1                 | C1                             | 6                              | 0                              | 0                              | 1                   | 0                   | 0                   | 6         | 1         | 2         | 51    | 6     | 9     |
| Sous-total            | Sous-total            | Sous-total            | 105         | 16          | 12          | 15              | 5               | 3               | 9                 | 0                 | 4                 | -                              | 35                             | 4                              | 0                              | 2                   | 0                   | 0                   | 28        | 11        | 6         | 194   | 36    | 25    |
| 2010-2011             | Bayer Leverkusen      | Bundesliga            | 17          | 0           | 1           | -               | -               | -               | -                 | -                 | -                 | C3                             | 3                              | 2                              | 1                              | -                   | -                   | -                   | -         | -         | -         | 20    | 2     | 2     |
| 2011-2012             | Bayer Leverkusen      | Bundesliga            | 18          | 2           | 1           | 1               | 0               | 0               | -                 | -                 | -                 | C1                             | 6                              | 1                              | 2                              | -                   | -                   | -                   | -         | -         | -         | 25    | 3     | 3     |
| Sous-total            | Sous-total            | Sous-total            | 35          | 2           | 2           | 1               | 0               | 0               | -                 | -                 | -                 | -                              | 9                              | 3                              | 3                              | -                   | -                   | -                   | -         | -         | -         | 45    | 5     | 5     |
| Total sur la carrière | Total sur la carrière | Total sur la carrière | 421         | 103         | 53          | 45              | 15              | 12              | 15                | 4                 | 4                 | -                              | 103                            | 21                             | 11                             | 2                   | 0                   | 0                   | 98        | 42        | 12        | 684   | 185   | 92    |

### Buts internationaux
| Buts en sélection de Michael Ballack                                                           | Buts en sélection de Michael Ballack | Buts en sélection de Michael Ballack     | Buts en sélection de Michael Ballack | Buts en sélection de Michael Ballack | Buts en sélection de Michael Ballack | Buts en sélection de Michael Ballack | Buts en sélection de Michael Ballack | Buts en sélection de Michael Ballack    |
|                                                                                                | Date                                 | Lieu                                     | Adversaire                           | Score                                | Résultats                            | Type de but                          | Passeur décisif                      | Compétitions                            |
| ---------------------------------------------------------------------------------------------- | ------------------------------------ | ---------------------------------------- | ------------------------------------ | ------------------------------------ | ------------------------------------ | ------------------------------------ | ------------------------------------ | --------------------------------------- |
| 1                                                                                              | 28 mars 2001                         | Stade olympique d'Athènes, Athènes       | Grèce                                | 2-1                                  | 4-2                                  | s.p du pied gauche                   | Provoqué par lui-même                | Éliminatoires de la Coupe du monde 2002 |
| 2                                                                                              | 2 juin 2001                          | Stade olympique d'Helsinki, Helsinki     | Finlande                             | 1-2                                  | 2-2                                  | s.p du pied gauche                   | Provoqué par Carsten Jancker         | Éliminatoires de la Coupe du monde 2002 |
| 3                                                                                              | 6 juin 2001                          | Stade Qemal-Stafa, Tirana                | Albanie                              | 2-0                                  | 2-0                                  | du pied gauche                       | Christian Ziege                      | Éliminatoires de la Coupe du monde 2002 |
| 4                                                                                              | 10 novembre 2001                     | Stade olympique de Kiev, Kiev            | Ukraine                              | 1-1                                  | 1-1                                  | de la tête                           | Alexander Zickler                    | Barrages Coupe du monde 2002            |
| 5                                                                                              | 14 novembre 2001                     | Westfalenstadion, Dortmund               | Ukraine                              | 1-0                                  | 4-1                                  | de la tête                           | Bernd Schneider                      | Barrages Coupe du monde 2002            |
| 6                                                                                              | 14 novembre 2001                     | Westfalenstadion, Dortmund               | Ukraine                              | 4-0                                  | 4-1                                  | de la tête                           | Oliver Neuville                      | Barrages Coupe du monde 2002            |
| 7                                                                                              | 1er juin 2002                        | Sapporo Dome, Sapporo                    | Arabie saoudite                      | 3-0                                  | 8-0                                  | de la tête                           | Christian Ziege                      | Coupe du monde 2002                     |
| 8                                                                                              | 21 juin 2002                         | Munsu Cup Stadium, Ulsan                 | États-Unis                           | 1-0                                  | 1-0                                  | de la tête                           | Christian Ziege                      | Coupe du monde 2002                     |
| 9                                                                                              | 25 juin 2002                         | Seoul World Cup Stadium, Séoul           | Corée du Sud                         | 1-0                                  | 1-0                                  | de la tête                           | Oliver Neuville                      | Coupe du monde 2002                     |
| 10                                                                                             | 21 août 2002                         | Stade national Vassil-Levski, Sofia      | Bulgarie                             | 1-1                                  | 2-2                                  | s.p du pied gauche                   | Provoqué par Miroslav Klose          | Match amical                            |
| 11                                                                                             | 7 septembre 2002                     | Stade S.-Darius-et-S.-Girėnas, Kaunas    | Lituanie                             | 1-0                                  | 2-0                                  | du pied gauche                       | Bernd Schneider                      | Éliminatoires Euro 2004                 |
| 12                                                                                             | 16 octobre 2002                      | AWD Arena, Hanovre                       | Îles Féroé                           | 1-0                                  | 2-1                                  | s.p du pied gauche                   | Provoqué par Carsten Jancker         | Éliminatoires Euro 2004                 |
| 13                                                                                             | 10 septembre 2003                    | Westfalenstadion, Dortmund               | Écosse                               | 2-0                                  | 2-1                                  | s.p du pied gauche                   | Provoqué par Fredi Bobic             | Éliminatoires Euro 2004                 |
| 14                                                                                             | 11 octobre 2003                      | AOL Arena, Hambourg                      | Islande                              | 1-0                                  | 3-0                                  | du pied gauche                       | Fredi Bobic                          | Éliminatoires Euro 2004                 |
| 15                                                                                             | 31 mars 2004                         | RheinEnergieStadion, Cologne             | Belgique                             | 3-0                                  | 3-0                                  | de la tête                           | Oliver Neuville                      | Match amical                            |
| 16                                                                                             | 27 mai 2004                          | Mage Solar Stadion, Fribourg             | Malte                                | 1-0                                  | 7-0                                  | du pied gauche                       | Fredi Bobic                          | Match amical                            |
| 17                                                                                             | 27 mai 2004                          | Mage Solar Stadion, Fribourg             | Malte                                | 2-0                                  | 7-0                                  | de la tête                           | Philipp Lahm                         | Match amical                            |
| 18                                                                                             | 27 mai 2004                          | Mage Solar Stadion, Fribourg             | Malte                                | 5-0                                  | 7-0                                  | de la tête                           | Bernd Schneider                      | Match amical                            |
| 19                                                                                             | 27 mai 2004                          | Mage Solar Stadion, Fribourg             | Malte                                | 6-0                                  | 7-0                                  | de la tête                           | Bernd Schneider                      | Match amical                            |
| 20                                                                                             | 23 juin 2004                         | Estádio José Alvalade, Lisbonne          | Tchéquie                             | 1-0                                  | 1-2                                  | du pied gauche                       | Bastian Schweinsteiger               | Euro 2004                               |
| 21                                                                                             | 16 décembre 2004                     | International Stadium Yokohama, Yokohama | Japon                                | 2-0                                  | 3-0                                  | du pied droit                        | Gerald Asamoah                       | Match amical                            |
| 22                                                                                             | 19 décembre 2004                     | Busan Asiad Stadium, Busan               | Corée du Sud                         | 1-1                                  | 1-3                                  | c.f du pied gauche                   |                                      | Match amical                            |
| 23                                                                                             | 4 juin 2005                          | Windsor Park, Belfast                    | Irlande du Nord                      | 2-1                                  | 4-1                                  | de la tête                           | Sebastian Deisler                    | Match amical                            |
| 24                                                                                             | 4 juin 2005                          | Windsor Park, Belfast                    | Irlande du Nord                      | 3-1                                  | 4-1                                  | s.p du pied gauche                   | Provoqué par Bastian Schweinsteiger  | Match amical                            |
| 25                                                                                             | 15 juin 2005                         | Waldstadion, Francfort                   | Australie                            | 3-2                                  | 4-3                                  | s.p du pied gauche                   | Provoqué par Arne Friedrich          | Coupe des confédérations 2005           |
| 26                                                                                             | 18 juin 2005                         | RheinEnergieStadion, Cologne             | Tunisie                              | 1-0                                  | 3-0                                  | s.p du pied gauche                   | Provoqué par lui-même                | Coupe des confédérations 2005           |
| 27                                                                                             | 25 juin 2005                         | Frankenstadion, Nuremberg                | Brésil                               | 2-2                                  | 2-3                                  | s.p du pied gauche                   | Provoqué par Robert Huth             | Coupe des confédérations 2005           |
| 28                                                                                             | 29 juin 2005                         | Zentralstadion, Leipzig                  | Mexique                              | 4-3                                  | 4-3 a.p.                             | c.f du pied gauche                   |                                      | Coupe des confédérations 2005           |
| 29                                                                                             | 17 août 2005                         | De Kuip, Rotterdam                       | Pays-Bas                             | 2-1                                  | 2-2                                  | de la tête                           | Sebastian Deisler                    | Match amical                            |
| 30                                                                                             | 22 mars 2006                         | Signal Iduna Park, Dortmund              | États-Unis                           | 4-0                                  | 4-1                                  | de la tête                           | Miroslav Klose                       | Match amical                            |
| 31                                                                                             | 2 juin 2006                          | Borussia-Park, Mönchengladbach           | Colombie                             | 1-0                                  | 3-0                                  | de la tête                           | Bastian Schweinsteiger               | Match amical                            |
| 32                                                                                             | 6 septembre 2006                     | Stadio Olimpico, Serravalle              | Saint-Marin                          | 4-0                                  | 13-0                                 | du pied droit                        | Bastian Schweinsteiger               | Éliminatoires Euro 2008                 |
| 33                                                                                             | 7 octobre 2006                       | DKB-Arena, Rostock                       | Géorgie                              | 2-2                                  | 2-0                                  | du pied droit                        | Bastian Schweinsteiger               | Match amical                            |
| 34                                                                                             | 11 octobre 2006                      | Tehelné Pole, Bratislava                 | Slovaquie                            | 2-0                                  | 4-1                                  | de la tête                           | Philipp Lahm                         | Éliminatoires Euro 2008                 |
| 35                                                                                             | 15 novembre 2006                     | Stade GSP, Nicosie                       | Chypre                               | 1-0                                  | 1-1                                  | du pied gauche                       | Bastian Schweinsteiger               | Éliminatoires Euro 2008                 |
| 36                                                                                             | 31 mai 2008                          | Veltins-Arena, Gelsenkirchen             | Serbie-et-Monténégro                 | 2-1                                  | 2-1                                  | c.f du pied gauche                   |                                      | Match amical                            |
| 37                                                                                             | 16 juin 2008                         | Ernst-Happel-Stadion, Vienne             | Autriche                             | 1-0                                  | 1-0                                  | c.f du pied gauche                   |                                      | Euro 2008                               |
| 38                                                                                             | 19 juin 2008                         | St. Jakob-Park, Bâle                     | Portugal                             | 3-1                                  | 3-2                                  | de la tête                           | Bastian Schweinsteiger               | Euro 2008                               |
| 39                                                                                             | 11 octobre 2008                      | Signal Iduna Park, Dortmund              | Russie                               | 2-0                                  | 2-1                                  | du pied droit                        | Bastian Schweinsteiger               | Éliminatoires de la Coupe du monde 2010 |
| 40                                                                                             | 28 mars 2009                         | Zentralstadion, Leipzig                  | Liechtenstein                        | 1-0                                  | 4-0                                  | du pied droit                        | Bastian Schweinsteiger               | Éliminatoires de la Coupe du monde 2010 |
| 41                                                                                             | 1er avril 2009                       | Millennium Stadium, Cardiff              | Pays de Galles                       | 1-0                                  | 2-0                                  | du pied droit                        | Thomas Hitzlsperger                  | Éliminatoires de la Coupe du monde 2010 |
| 42                                                                                             | 9 septembre 2009                     | AWD-Arena, Hanovre                       | Azerbaïdjan                          | 1-0                                  | 4-0                                  | s.p du pied gauche                   | Provoqué par Lukas Podolski          | Éliminatoires de la Coupe du monde 2010 |
| Total : 5 du pied droit, 19 du pied gauche et 18 de la tête dont 10 pénaltys et 4 coups francs |                                      |                                          |                                      |                                      |                                      |                                      |                                      |                                         |

## Palmarès

### Palmarès collectif
FC Kaiserslautern
- Champion d'Allemagne en 1998.

 Bayer Leverkusen
- Finaliste de la Ligue des champions en 2002.
- Finaliste de la Coupe d'Allemagne en 2002.
- Vice-champion du championnat d'Allemagne en 2002.

 Bayern Munich
- Champion d'Allemagne en 2003, 2005 et 2006.
- Vainqueur de la Coupe d'Allemagne en 2003, 2005 et 2006.
- Vainqueur de la Coupe de la Ligue d'Allemagne en 2004.

 Chelsea FC
- Champion d'Angleterre en 2010.
- Vainqueur de la Coupe d'Angleterre en 2007, 2009 et 2010.
- Vainqueur de la Coupe de la Ligue anglaise en 2007.
- Vainqueur du Community Shield en 2009.
- Finaliste du Community Shield en 2007.
- Finaliste de la Ligue des champions en 2008.
- Finaliste de la Coupe de la Ligue anglaise en 2008.

 Allemagne
- Finaliste de l'Euro 2008.
- Finaliste de la Coupe du monde 2002.
- Troisième de la Coupe des confédérations 2005.
- Troisième de la Coupe du monde 2006.

### Distinctions individuelles
- 5e au Ballon d'or 2002.
- Footballeur allemand de l'année en 2002, 2003 et 2005.
- Soulier d'argent du meilleur buteur de la Coupe des confédérations en 2005.
- Meilleur milieu de terrain de l'année UEFA en 2002.
- Meilleur passeur de la Coupe du monde en 2002.
- Meilleur passeur du Championnat d'Allemagne en 2004.
- Nommé dans l'équipe type de l'année UEFA en 2002.
- Nommé dans l'équipe type de l'Euro 2004 et 2008.
- Nommé dans l'équipe type de la Coupe du monde 2002 et 2006.
- Nommé au FIFA 100 en 2004.